# Expédition de Ghalib ibn Abdullah al-Laithi (Fadak)
Pour les articles homonymes, voir Expédition de Ghalib ibn Abdullah al-Laithi.
L’expédition de Ghalib ibn Abdullah al-Laithi à Fadak se déroula en janvier 629 AD,2e mois (Safar) 8AH, du calendrier islamique,.